# 大克罗岑堡
大克罗岑堡（德語：Großkrotzenburg）是德国黑森州的一个市镇。总面积7.45平方公里，总人口7291人，其中男性3608人，女性3683人（2011年12月31日），人口密度979人/平方公里。

## 友好城市
- 法國 阿谢尔